# Monument als Alliberadors de la Letònia i Riga Soviètica i dels invasors feixistes alemanys

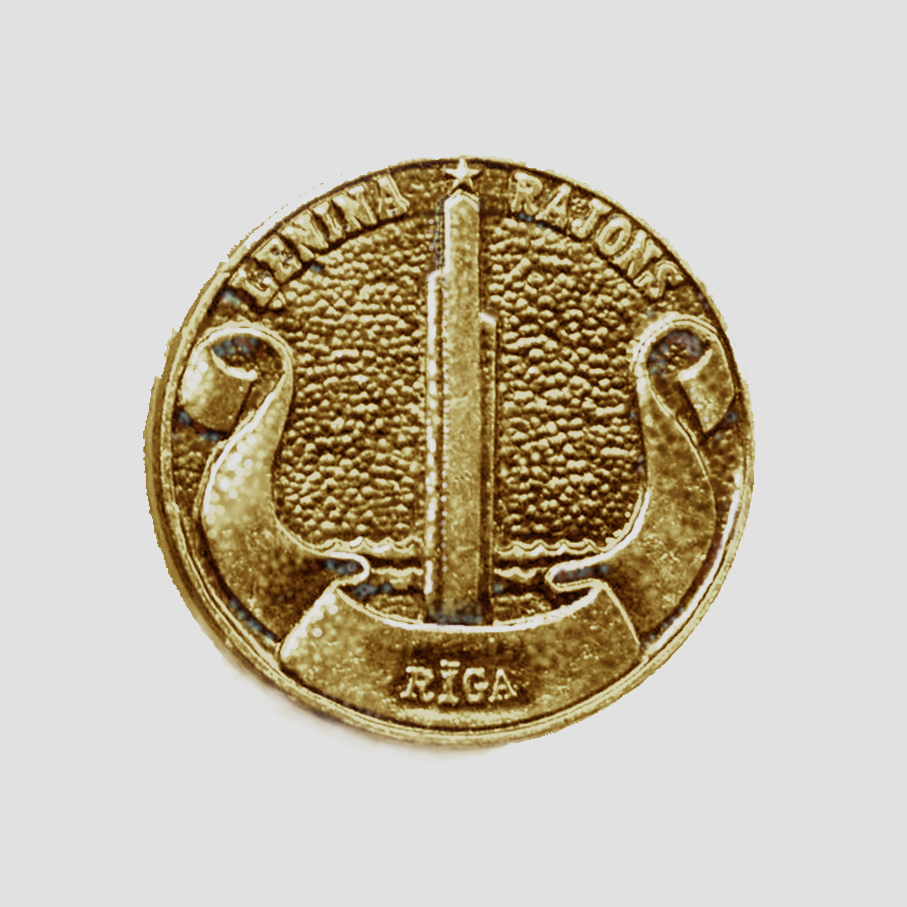
Medalla commemorativa de l'monument.

El Monument als Alliberadors de la Letònia i Riga Soviètica i dels invasors feixistes alemanys (en letó: Piemineklis Padomju Latvijas un Rīgas atbrīvotājiem no vācu fašistiskajiem iebrucējiem), inoficialment Monument a la Victòria (en letó: Uzvaras piemineklis). Es localitza a la ciutat de Riga, capital de Letònia, va ser erigit el 1985 per commemorar la victòria de l'Exèrcit Roig sobre l'Alemanya nazi a la Segona Guerra Mundial. Es tracta d'un obelisc de 79 metres d'alçada i dos grups d'escultures.
El 6 de juny de 1997 va ser bombardejat sense èxit per membres de la Pērkonkrusts un grup ultra-nacionalista letó, dos dels quals van morir durant l'intent de bombardeig.
Avui dia el monument continua sent un tema controvertit, ja que molts letons ètnics ho consideren no solament com un símbol de la victòria soviètica sobre l'Alemanya nazi, sinó també com un símbol de la reocupació soviètica de Letònia.